# 沈岸登
沈岸登（1650年—1702年），字覃九，號南渟，晚號惰耕村叟，浙江嘉興府平湖縣人，清朝詞人。

## 生平
沈岸登未曾考取功名，其具体原因不详，龔翔麟《南渟公传》称他“有迫于中”。
康熙三年（1664年）丁父忧，家计日益窘迫。时年二十五岁的他前往京师，在京师结识同为门客的朱彝尊并向他学习填词，两人同为工部郎中周襄緒幕僚，周襄緒在三藩之乱时被耿精忠扣留，沈岸登等各自散去。
康熙十九年（1680年）翰林院侍讲高士奇聘请沈岸登为其长子高輿之师。当时高士奇受康熙帝宠信，但沈岸登从来不私下与高士奇往来，因而受高士奇敬重。同年龚翔麟于江宁刊刻《浙西六家词》，沈岸登《黑蝶斋词》荣列其中。
康熙二十一年（1682年）在龚翔麟的邀请下沈岸登寓宿江宁瞻园，与文人墨客互相唱和。其后为曹贞吉幕僚，结识其子曹霂，为其词友酒伴。康熙三十二年（1693年）赴山西徐沟县，帮助族弟知县沈崐处理事务。晚年，沈岸登归里安居，仍与朱彝尊、高士奇等旧时亲友相往来。
康熙四十一年（1702年）卒，享年六十三岁。

## 著作
沈岸登工诗词，善书画，有三绝之称。与族弟沈崐齐名，人称二沈。又与朱彝尊、李良年、李符、沈皞日、龔翔麟合称“浙西六家”。厲鶚十分推崇：“近日言词者，推浙西六家。独柘水沈岸登善学白石老仙。”著有《黑蝶斋诗词钞》、《古今体词韵》、《春秋纪异》等。

## 家族
祖父沈萃楨，萬曆四十一年進士；父沈日昆，崇禎十二年舉人；從叔父沈皞日。